# Герш, Леонард
Леона́рд Герш (также Герше, англ. Leonard Gershe; 10 июня 1922, Нью-Йорк, штат Нью-Йорк, США — 9 марта 2002, Беверли-Хиллз, Калифорния, США) — американский драматург, сценарист, композитор. Номинант на премию «Оскар» 1958 года.

## Биография
Родился в Нью-Йорке. 
Дебютировал на Бродвее в 1950 году ревю «Жив-здоров» (Alive and Kicking). А первый успех пришёл благодаря музыкальной адаптации романа Макса Брэнда «Дестри снова в седле». Настоящее же признание пришло к нему после постановки пьесы «Эти свободные бабочки» 1969 году.  Главную роль в постановеке исполнил Тони Данца.
Умер в Беверли-Хиллз, штат Калифорния, от осложнений после инсульта .

### Творчество

#### Пьесы
Пьеса «Эти свободные бабочки»: очень трогательная, смешная и грустная одновременно.
Юный Дональд, избавившись от чрезмерной опеки любящей матери, начинает самостоятельную жизнь в своей собственной квартире — пусть это даже и захламлённый чердак. Потом он знакомится с живущей через дверь юной актрисой, мечтающей стать звездой Голливуда и не скрывающей своей явной симпатии к Дональду. А Дональд пишет песни и жизнь кажется прекрасной, а будущее — светлым…

#### Сценарии
- 1979 —  Человек в костюме Санта Клауса  (ТВ) //   The Man in the Santa Claus Suit  // рассказ
- 1976 —  Вот это развлечение! Часть 2  //  That’s Entertainment, Part II
- 1973 —  40 карат  //   40 Carats
- 1972 —  Бабочки свободны //  Butterflies Are Free // пьеса
- 1962—1968 —  Шоу Люси  (сериал) //  The Lucy Show
- 1958—1961 —  The Ann Southern Show  (сериал)
- 1957 —  Шёлковые чулки  //   Silk Stockings
- 1957 —  Забавная мордашка  //   Funny Face

#### Композитор
- 1957 —  Забавная мордашка  //   Funny Face
- 1954 — Звезда родилась // A Star Is Born[2]